# IPad mini (6-го поколения)
iPad Mini шестого поколения (стилизованный и продаваемый как iPad mini и в просторечии именуемый iPad mini 6) представляет собой планшетный компьютер из линейки iPad mini, разработанный, и продаваемый Apple Inc. Об этом было объявлено 14 сентября 2021 года. Его предшественник, iPad mini пятого поколения, был снят с производства в тот же день.
Это первый крупный редизайн iPad mini, он напоминает iPad Air четвертого поколения с большим 8,3-дюймовым дисплеем и поддержкой Apple Pencil второго поколения.

## Функции

### Аппаратное обеспечение
Это первый редизайн iPad Mini со времен iPad Mini 4 в 2015 году и первый крупный редизайн с момента его появления в 2012 году. Внешне это, по сути, уменьшенная версия iPad Air 4-го поколения, а также iPad Pro третьего поколения и новее. В нем отсутствует Smart Connector для клавиатуры, вероятно, из-за его меньшего размера. Внутри у него процессор Apple A15 Bionic с пониженной тактовой частотой. Чип имеет шестиядерный процессор, 5-ядерный графический процессор и 16-ядерный нейронный движок.
Он оснащен 8,3-дюймовым дисплеем Liquid Retina с разрешением 2266x1488, выше и немного уже, чем у предыдущих моделей. Дисплей ламинирован и имеет антибликовое покрытие, а также широкий цвет и True Tone.
Кнопка «Домой» убрана, а датчик Touch ID перемещен на кнопку включения. Кнопки регулировки громкости были перемещены на верхний край устройства, чтобы вместить Apple Pencil.

### Связь
В iPad mini шестого поколения проприетарный порт Lightning заменен универсальным портом USB-C, который используется для зарядки, а также для подключения внешних устройств и аксессуаров. Все модели поддерживают беспроводную связь Bluetooth 5.0 и Wi-Fi 6 (802.11ax).

## Отличия от 5-го поколения
Новое поколение iPad Mini 6 имеет множество отличий от iPad Mini 5. В новой модели разработали новый безрамочный дизайн, также появились новые цвета — «Розовый», «Фиолетовый» и «Падающая звезда». Также дисплей стал больше, теперь он 8.3 дюйма. Процессор поменялся на новый — чип A15 Bionic, вместо A12. В новом поколении поменялся разъем — с Lightning на USB Type-C. Также, в отличие от пятого поколения, в новом появилась — поддержка 5G и Apple Pencil 2.
| Цвет | Название       |
| ---- | -------------- |
|      | Серый космос   |
|      | Розовый        |
|      | Фиолетовый     |
|      | Сияющая звезда |

## Приём
Эта модель получила очень положительные отзывы, отметив, что новый дизайн давно назрел, а 5G стал приятным сюрпризом, а Джейсон Перлоу из Zdnet назвал его «самым захватывающим новым продуктом Apple за последние годы».
Из-за пандемии COVID-19 Apple похвалили за то, что Touch ID был интегрирован в кнопку питания вместо Face ID, поскольку Face ID не может распознавать пользователей в маске.